# Самусь Микола Антонович
Микола Антонович Самусь (6 листопада 1913, село Шаповалівка, тепер Конотопського району Сумської області — ?) — український радянський і партійний діяч, учасник партизанського руху, 1-й секретар Ічнянського районного комітету КП(б)У Чернігівської області.

## Життєпис
З листопада 1935 року служив у Червоній армії. Член ВКП(б).
Під час німецько-радянської війни служив політруком, був учасником партизанського руху в період окупації українських земель німецькими військами. По вересень 1943 року — в Чернігівському партизанському загоні імені Щорса.
У 1944 — листопаді 1946 року — 1-й секретар Ічнянського районного комітету КП(б)У Чернігівської області.
У листопаді 1946 — листопаді 1948 року — заступник секретаря Чернігівського обласного комітету КП(б)У із торгівлі і громадського харчування — завідувач відділу торгівлі і громадського харчування Чернігівського обласного комітету КП(б)У.
Подальша доля невідома. На 1985 рік — персональний пенсіонер.

## Звання
- старший лейтенант

## Нагороди
- орден Вітчизняної війни І ст. (1.02.1945)
- орден Вітчизняної війни ІІ ст. (6.04.1985)
- медаль «Партизанові Вітчизняної війни» 1-го ст.
- медаль «За перемогу над Німеччиною у Великій Вітчизняній війні 1941—1945 рр.»
- медалі